# 小行星1796
小行星1796（1796 Riga）是一颗围绕太阳公转的小行星。1966年5月16日，尼古拉·切爾尼赫在克里米亚发现了此天体。
該小行星以拉脫維亞的首都里加命名。
这颗小行星的绝对星等为22.94318等。